# Hesperonoe andriashevi
Hesperonoe andriashevi är en ringmaskart som beskrevs av Averincev 1990. Hesperonoe andriashevi ingår i släktet Hesperonoe och familjen Polynoidae. Inga underarter finns listade i Catalogue of Life.